# Radovič
Radovič je priimek več znanih Slovencev:
- Božo Radovič (Natalino Radovich) (*1927), italijanski jezikoslovec slavist
- Dragan Radovič (*1979), odbojkar
- Igo Radovič (*1954), šolnik in glasbenik
- Nevo Radovič (*1958), šolnik in kmetijski podjetnik
- Sergij Radovič (1937-1980), glasbeni pedagog in zborovodja v zamejstvu (Italija)